# Kobajasi Dzsin
Kobajasi Dzsin (小林尽; Hepburn: Kobayashi Jin; Csiba prefektúra, 1977. május 25. –) japán mangaművész. Eddigi leghíresebb munkája a School Rumble ami 2002-től 2008-ig volt olvasható a Súkan Sónen Magazine-ban. A második mangasorozatának, a Nacu no Arasi!-nak 2006-ban jelent meg az első fejezete a Square Enix Gangan Wing magazinjában.
A főiskolai évei alatt kezdett el komolyabban foglalkozni a mangák rajzolásával, majd 2000-ben megnyerte a Súkan Sónen Magazine Rookie Award-ját, aminek köszönhetően a School Rumble megjelenhetett a magazinban.

## Munkái

### Mangák

#### Sorozatok
- School Rumble (スクールランブル, 2002 - 2008)
- School Rumble Z (スクールランブルZ, 2008 - 2009)
- Nacu no Arasi! (夏のあらし!, 2006 - 2009)

#### Rövid történetek
- Koiuta (恋歌, 2007)
- Hentai Kamen Returns (帰ってきた変態仮面, 2008)

### Anime
- Nacu no Arasi! Akinai csú